# Anoplophora zonator
Anoplophora zonator är en skalbaggsart som först beskrevs av Thomson 1878. Anoplophora zonator ingår i släktet Anoplophora och familjen långhorningar.
Artens utbredningsområde är:
- Laos.
- Myanmar.

Inga underarter finns listade i Catalogue of Life.